# Agallissus lepturoides
Agallissus lepturoides är en skalbaggsart som först beskrevs av Louis Alexandre Auguste Chevrolat 1849.  Agallissus lepturoides ingår i släktet Agallissus och familjen långhorningar.
Artens utbredningsområde är Honduras. Inga underarter finns listade i Catalogue of Life.